# Knockmealdown Mountains
Knockmealdown Mountains är en bergskedja i republiken Irland. Den ligger i den centrala delen av landet, 170 km sydväst om huvudstaden Dublin.
Knockmealdown Mountains sträcker sig 23,4 km i öst-västlig riktning. Den högsta punkten är 774 meter över havet.
Topografiskt ingår följande toppar i Knockmealdown Mountains:
- Carran Hill
- Crohan West
- Dyrick
- Farbreaga
- Knockmeal
- Knocknafallia
- Knocknagnauv
- Knocknasculloge
- Knockroe
- Knockshanahullion
- Roches Hill
- Sugarloaf Hill